# Anthropic Bias
Anthropic Bias (originaltitel: Anthropic Bias: Observation Selection Effects in Science and Philosophy) är en facklitterär bok från 2002, skriven av den Oxfordbaserade filosofiprofessorn Nick Bostrom. Boström undersöker hur man resonerar när man misstänker att ens bevis lider av "observation selection effects", med andra ord, när bevisen har filtrerats genom förutsättningen att det finns någon lämplig placerad observatör som "har" bevis. Detta dilemma kallas ibland den "antropiska principen", "self-locating belief" eller "indexical information".
Boken finns att ladda ner (PDF) eller läsa gratis tack vare tillstånd från upphovsmannen.